# Фульк Гусёнок

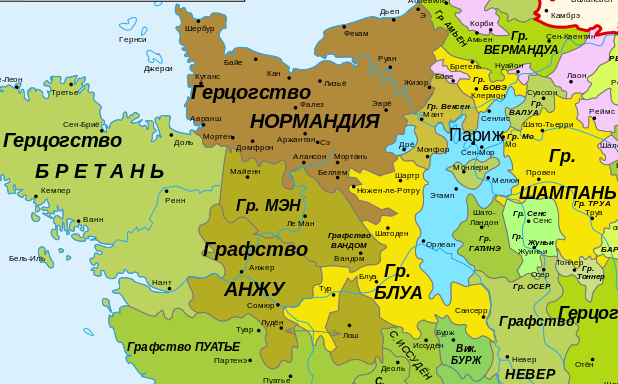
Вандом и соседние графства в 1030 г.

Фульк Гусёнок (Фульк де Вандом; фр. Foulques de Vendôme, фр. Foulques l’Oison; ум. 22 ноября 1066) — граф Вандома в 1028—1032 и 1056—1066 годах из Неверского дома. Сын Бодона де Невер и Адели де Вандом-Анжу.
Прозвище «Гусёнок» (фр. l’Oison) может означать «дурачок». Возможно, имеется в виду то, как глупо он лишился своих владений в 1032 году.

## Биография
В 1028 году после смерти своего старшего сына Бушара II Адель де Вандом-Анжу разделила графство Вандом на две части. Одну половину получил Фульк де Невер, другую — её брат Жоффруа II Мартел.
Недовольный разделом, Фульк потребовал себе всю территорию графства. В ответ на это Жоффруа Мартел полностью захватил Вандом. Только в 1056 году при поддержке короля Франции Генриха I Фульк получил назад материнское наследство, однако был вынужден признать себя вассалом анжуйского графа.
Все десять лет своего второго правления Фульк враждовал с графом Тибо III де Блуа и аббатами вандомского монастыря Святой Троицы.
Он умер 22 ноября 1066 года в Ферьере (Турень), откуда его останки были перевезены в Вандом.

## Брак и дети
Фульк де Невер был женат на Петронилле (ум. 1 ноября 1078), дочери Гише I, сеньора де Шато-Гонтье. Дети:
- Бушар III Младший
- Эфрозина, муж — Жоффруа III де Прёйли
- Агата, муж — Рауль V, виконт дю Люд и де Монтрево.
- Жоффруа.